# Василенко Святослав Вікторович
Святосла́в Ві́кторович Васи́ленко (нар. 20 квітня 1982 — 9 лютого 2015) — підполковник (посмертно) Збройних сил України.

## Біографія
1997 року розпочав військову службу, закінчив у 2000 році Донецький ліцей з посиленою фізичною підготовкою, 2004-го — Полтавський військовий інститут зв'язку. Служив у збройних силах від командира взводу. З 2012 року — майор, заступник начальника вузла з виховної роботи, 330-й центральний вузол фельд'єгерсько-поштового зв'язку ГШ ЗСУ.
9 лютого 2015 року вояки їхали на вантажівці ЗІЛ та штабному УАЗі з написом «Укроп» з Артемівська до Дебальцевого та потрапили під обстріл поблизу села Логвинове — у верхній частині «дебальцівського виступу». Дещо пізніше автівки знайшли, а про військовиків не було відомостей. Тоді ж у ЗІЛі загинули майор Олексій Гуртов, старший лейтенант Василь Білак, сержант Роман Чорнобай, солдат Роман Совлич, в "УАЗ"і — полковники Ігор Павлов, Артур Музика та Сергій Циганок, молодший сержант Антон Макаренко.

Могила Святослава Василенка

Вважався зниклим безвісти, впізнаний серед загиблих. Похований на Берковецькому кладовищі.
Без Святослава лишилися дружина, син і донька.

## Нагороди та вшанування
- Указом Президента України № 270/2015 від 15 травня 2015 року — орденом Богдана Хмельницького III ступеня (посмертно)[1]